# Katyčiai
Katyčiai jsou městys v západní části Litvy, na jihozápad od jihozápadního okraje Žemaitska, v Klajpedském kraji, ve východní části okresu Šilutė, leží při silnici Žemaičių Naumiestis – Rukai, 12 km na jihovýchod od městečka Žemaičių Naumiestis, 9 km na jihojihozápad od městečka Vainutas, 23 km na východ od okresního města Šilutė, městečkem protéká řeka Šyša. Z městečka vedou cesty a silnice ve směrech na Sartininkai, Trumpininkai, Mediškiemiai, Akmeniškiai, Degučiai – Žemaičių Naumiestis, Pašyšiai – Šilutė, Antšyšiai, Rukai – Pagėgiai, Ulozai.
V Katyčiajích jsou tyto architektonické památky:
- Centrum městečka
- Evangelický luterský kostel, postavený roku 1734[1][2]
- Obytný dům z přelomu 19. a 20. století
- Sklad z 2. poloviny 19. století
- Zděné stánky tržiště z přelomu 19. a 20. století
- Mlýn (1926)

Dlouhou dobu se mělo za to, že na západ od Katyčiů je vojenský pevnostní val asi ze 17. století, ale novější výzkumy prokázaly, že jde o poledový relikt – esker.
V Katyčiajích je evangelický luterský kostel, katolická kaple, tržnice, pošta (PSČ: LT-99011), základní škola, mateřská škola, knihovna, lékárna, ordinace rodinného lékaře, poliklinika.

## Minulost města
Podle Melnské mírové dohody území Katyčiů náleželo Litevskému velkoknížectví (LDK). V letech 1451–1485 žemaitský staršina Jonas Kęsgaila založil dvůr. V roce 1533 Pruské vévodství zabralo pozemky vsi Katyčiai, protože velkokníže litevský Zikmund I. Starý složil lenní hold pruskému knížeti Albrechtu Braniborskému, kterému také převedl část Žemaitska (ke které náležely i Katyčiai). I když Prusko bylo polským lénem a polský král Zikmund I. Starý zároveň také velkoknížetem litevským, Jižní část Žemaitska (a Katyčiai) nebyla navrácena Litvě, ale od roku 1555 připadla Prusku. V německých dokumentech a mapách z let 1555–1939 Katyčiai figurují pod názvy Kotyca, Koadjuthen, Koadjuten, Coadjuthen, Katytiai, Kottiten atd.
V roce 1568 zde pyl postaven hrad, kolem roku 1574 evangelický luterský kostel. V 18. století zde žilo nemálo obchodníků, pořádaly se velké trhy. Na přelomu 18. a 19. století při epidemiích moru a cholery vymřela naprostá většina obyvatel Katyčiů a na jejich místo byli přestěhováni němečtí kolonisté, kteří ještě v roce 1861 tvořili 80 % obyvatel. V roce 1734 byl postaven nový evangelický luterský kostel. V roce 1817 městečko vyhořelo. Od roku 1891 zde kvetl nelegální obchod pašovanými knihami. V roce 1905 zde bylo 30 % Litevců. V roce 1911 byla založena Kulturní společnost litevské mládeže Vainikas (věnec nebo též výkvět), která měla 145 členů a knihovnu. V letech 1915–1919 zde působil jako farář Vilius Gaigalaitis. Koncem roku 1922 bylo v Katyčiajích založeno oddělení hlavního výboru spásy Malé Litvy. V roce 1923 po Klajpedském povstání byla část Malé Litvy (Klajpedského kraje) včetně městečka připojena k Litvě. V meziválečném období působil spolek Santara, spolek Katyčiajských pěvců, roku 1926 byl postaven vodní mlýn, který jistou dobu v poválečných letech dodával elektrický proud, byly zde dvě základní školy, policejní stanice, pošta, lékárna, banka, spořitelna, pojišťovna, několik dílen různých řemesel, cihelna, několik prodejen. V letech 1950–1992 zde bylo středisko drůbežnického sovchozu. Po II. světové válce zde došlo k značné výměně obyvatelstva: mnoho lidí uteklo na Západ a na jejich místo přišli dosídlenci z nejrůznějších oblastí Litvy.
Kostel byl v roce 1955 sovětskou vládou znárodněn a přeměněn na kulturní dům, v roce 1991 byl věřícím navrácen.
10. října 2011 prezidentka Litevské republiky dekretem č. 1K-835 potvrdila Katyčiajský městský znak.

## Obyvatelstvo
| 1905                   | 1923 | 1939  | 1959 | 1970 | 1977 | 1979 | 1985 | 1997 | 2001 |
| ---------------------- | ---- | ----- | ---- | ---- | ---- | ---- | ---- | ---- | ---- |
| 882 z nich 263 Litevci | 936  | 1 200 | 638  | 651  | 590  | 674  | 618  | 774  | 737  |
|                        |      |       |      |      |      |      |      |      |      |

## Slavní rodáci
Zde se narodili:
- Rimas Armonas (1949 – 1997), lékař gynekolog
- Francas Kestenus vypravěč
- Vidas Pielikis (* 1962), politický a veřejný činitel Marijampolského okresu

Na zdejším hřbitově je pochován:
- Kristupas Cintijus (1632 – 1674), textař chorálů, zdejší farář